# Semana Santa de Viveiro
A Semana Santa de Viveiro é uma celebração católica que acontece anualmente, na cidade galega de Viveiro. É uma das mais antigas celebrações religiosas na Galiza, que foi realizada ininterruptamente desde o século XIII. Nela comemora-se a paixão, a morte e a ressurreição de Jesus de Nazaré através dos diferentes atos, celebrações e procissões realizadas pelas irmandades. Além de seu caráter religioso, a Semana Santa de Viveiro também é considerada um evento cultural, popular e atração turística.
A Semana Santa de Viveiro é uma das principais expressões turísticas da localidade, conseguindo anualmente atrair a milhares de visitantes que chegam pelo caráter único destas celebrações. Como reflexo de sua importância, a celebração da Semana Santa de Viveiro alcançou a declaração de Interesse Turístico Internacional, reconhecimento que recebeu no ano de 2013. Esta Semana Santa destaca-se pelo grande valor artístico das imagens e ourivesaria, apesar de ter um caráter geralmente mais sóbrio e austero, o que faz com que se assemelhe mais à Semana Santa castelhana, em comparação com exemplos considerados mais chamativos como a Semana Santa andaluza.
Os eventos centrais da Semana Santa de Viveiro começam na sexta-feira da Paixão, e sua celebração se estende por mais de uma semana, terminando no domingo da Ressurreição. Nele, participam um total de oito Confrarias e Irmandades que formam parte da Junta de Forças, que coordenam os diferentes atos e desfiles das procissões que representam a Paixão de Cristo.

## História e Características

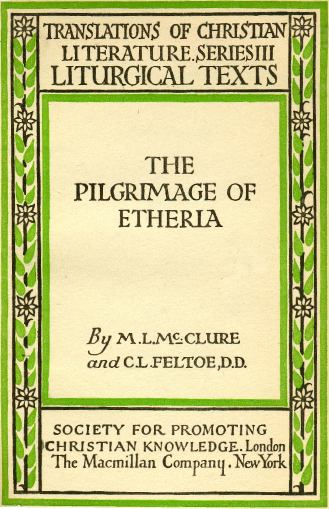
Capa da tradução de Itinerarium ad Loca Sancta da peregrina galaica Exeria ao inglês (The Pilgrimage of Etheria) publicada em 1919.

### Inícios da Semana Santa em Viveiro
As primeiras referências da celebração da Semana Santa na Galiza provêm de um códice do século XI, que Gian Francesco Gamurrini encontrou no ano de 1884, dentro da Biblioteca da Confraria de Santa Maria de Laicos (Biblioteca Della Confraternitá dei Laici), em Arezzo, Itália.
É um códice conhecido como Itinerarium ad Loca Sancta o Itinerarium Egeriae, em que são coletadas as memórias da peregrina galega Exeria. Sabe-se que visitou a Terra Santa, entre os anos 381 e 384. Nestas memórias, narra as cerimônias e cultos que presenciou nos templos e ruas de Jerusalém, dos quais diz ser semelhantes aos da Gallaecia. O historiador e membro da Real Academia Galega, Juan Donapetry, afirma que, como Viveiro é uma das povoações mais antigas da Galiza, já tinha celebrações de Páscoa, embora não exista documentação que comprove esta hipótese.
As primeiras referências documentadas sobre a Semana Santa de Viveiro remonta ao século XIII, com a fundação das suas confrarias mais antigas, entre os anos de 1214 e 1219. No Convento de São Francisco, constituíram-se as confrarias unidas da Puríssima Conceição e da Vera Cruz, que começaram a realizar diversas atividades na Semana Santa. Estas duas confrarias encarregaram-se de que se oficiassem vários cultos, assim como duas procissões, uma no Domingo de Ramos e outra na Quinta-feira Santa. Neste século, também foi criada a Venerável Ordem Terceira Franciscana, cuja origem também está ligada com a fundação do Convento, sendo constituída por pessoas que não formavam parte do clero.
Anos mais tarde, no século XIV, nasceu o desaparecido Convento de São Domingos, na localidade da Confraria de Nossa Senhora do Rosário ou dos Nobres. Esta alcunha lhe foi dada porque ela formava parte dos principais linhagens nobiliárias da vila de Viveiro. Em função do Domingo de Ramos, esta irmandade celebrava uma procissão ao redor da igreja. Nas Sexta-Feiras Santas se realizavam a descida de Jesus da cruz, assim como a procissão do Santo Enterro.

### Do século XV ao século XVIII

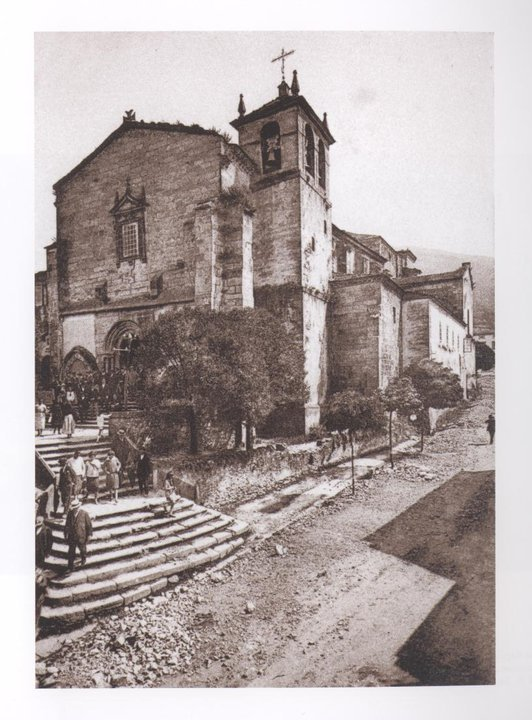
Igreja de São Francisco no começo do século XX.

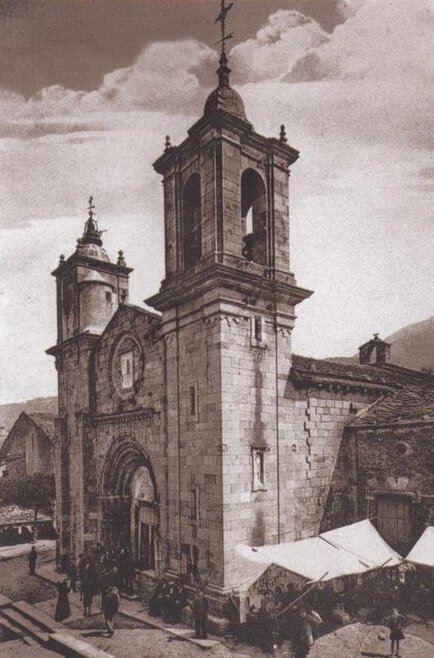
Igreja de Santa Maria do Campo no começo do século XX.

As confrarias da Puríssima Conceição e da Vera Cruz alcançaram o seu máximo esplendor no século XV e século XVI. Porém, durante a Contrarreforma, aconteceram diversas ações para reduzir as encenações públicas da Semana Santa, para se opor ao avanço do Protestantismo na Europa. A popularidade existente entre os devotos, levou o Bispo de Mondoñedo frei Antonio de Guevara,  à proibição do que ele chamou de "representações" e "farsas do mundo", em vez disso, dando sua aprovação para realizar a Procissão da Vera Cruz.
No entanto, ao longo do século XVII as confrarias da Puríssima Conceição e da Vera Cruz começaram a desaparecer, e no começo século XVIII não mais existiam. Em 6 de fevereiro de 1728, o guardião do Convento de São Francisco, Frade Francisco Bonilla, emitiu um certificado para registrar esta extinção. Aquele que naquele momento era o Bispo de Mondoñedo, Juan Muñoz Salcedo, assinou um decreto no mês seguinte, concedendo à Venerável Ordem Terceira Franciscana todos os efeitos dessas irmandades, com a obrigação de cumprir os atos e celebrações que estas deixaram.

### Século XIX
O início do século XIX se viu marcado pela ocupação da Península Ibérica, por parte de Napoleão Bonaparte durante a Guerra de Independência Espanhola. A cidade de Viveiro não se viu livre desta invasão. Na manhã de 28 de janeiro de 1809, chegaram 74 "dragões", de Mondoñedo. Em 2 de fevereiro de 1809, eles foram reforçados por 400 voltigeurs, que ocuparam o Convento de São Francisco. Nesta guerra, ocorre o fato recontado na tradição popular, já que o general Treni decidiu mostrar misericórdia e não fuzilar os devotos de um Ecce-Homo que estavam neste convento, permutando a pena capital pelo saque da cidade. Este Ecce-Homo é conhecido como «Ecce-Homo dos Franceses», que sai em procissão nos Domingos de Ramos.
Depois da guerra napoleônica, e em um século de enormes mudanças na história da Espanha como foi o século XIX, continuou-se a celebração da Semana Santa, ainda que não isenta de problemas, já que se veria afetada por eventos como os processos de Desamortização. No ano de 1840, demoliu-se a Igreja Paroquial de Santiago, cuja paróquia se transladaria à Igreja de São Francisco. No ano de 1851, foi demolido o convento de Santo Domingo, fazendo com que a Confraria do Rosário passasse à Capela das Dores, situada na igreja paroquial de Santa Maria do Campo.
O importante esforço da Terceira Ordem Franciscada e da Confraria do Rosário por conservar estes eventos fez com que se pudesse seguir celebrando a Semana Santa até finais do século. No entanto, na última década do século XIX, houve uma importante crise, devido ao litígio pessoal que existia entre o sacerdote da paróquia de Santiago em São Francisco, Manuel Rouco, e o Irmão Ministro da Venerável Terceira Ordem Franciscana, Robustiano Iglesias. A disputa levou com que se suspendesse alguns cultos e procissões da Terceira Ordem, ou que não se contasse com o clero para os mesmos.
Durante este tempo, foram conservados os atos e procissões que eram organizados pela Confraria do Rosário. O litígio nunca chegou a ser resolvido pacificamente, e terminou após a morte do pároco em 1897. Contudo, antes do incidente, Robustiano Iglesias seria demitido do cargo um ano depois.

### Século XX

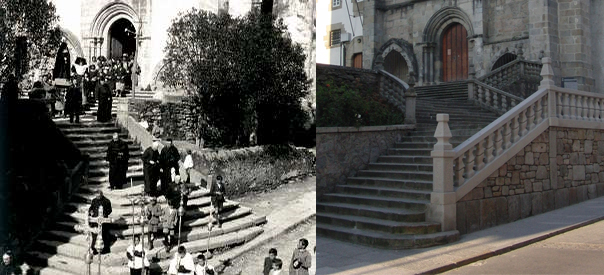
Na esquerda, Procissão da Semana Santa em 1927. Na direita, as mesmas escalinatas em 2010.

Durante o início do século XX, uma manifestação de anticlericalismo se manifesta em Viveiro, o que reduz o número de pessoas ligadas às duas confrarias existentes naquele momento. Nessa situação, o pároco de Santa Maria do Campo solicita o registro de novos membros. Essas inscrições, juntamente com várias doações, foram essenciais para a revitalização da Semana Santa em Viveiro. Seguindo esta iniciativa, a Irmandade do Rosário encomenda ao mestre valenciano José Tena, a imagem de Cristo, bem como a imagem de São João e a de Maria Madalena.
Com a chegada da Segunda República Espanhola, reinou um panorama de tranquilidade, pois embora o anticlericalismo aumentasse, não havia queimas de igrejas, ao contrário do que aconteceu em outras áreas da Espanha. Durante este período, as procissões da Semana Santa foram celebradas com relativa normalidade, ainda que em 1936 tentassem proibir as celebrações mediante sua desautorização.
A Ilustre Irmandade do Rosário e a Venerável Terceira Ordem compartiram os desfiles processuais da Semana Santa de Viveiro por mais de dois séculos, até que, no ano de 1944, um ponto de inflexão foi estabelecido na Semana Santa em Viveiro, ao incorporar-se à Confraria do Santíssimo Cristo da Misericórdia.
A chegada da Confraria da Misericórdia trouxe consigo uma mudança para a celebração. Durante esta época, a Semana Santa de Viveiro realizou um importante esforço publicitário, enviando cartazes de anúncio em toda a Galiza. Em 1947, foi publicada a primeira revista sobre a Semana Santa de Viveiro intitulada "Pregón". Esta intensa publicidade serviu para atrair não apenas visitantes da Galiza e das Astúrias, mas também para atrair pessoas da emigração e para as pessoas que escolhiam Viveiro como destino para as suas férias de Páscoa.
Da Piedade surgiu vários ramos. O primeiro, em 1947, com a Irmandade do Prendimento, seguido em 1951, pela Irmandade das Sete Palavras e, finalmente, em 1953, a Irmandade da Santa Cruz, sendo esta última composta apenas de mulheres.
Em 1973, ocorreu um evento insólito durante a Semana Santa em Viveiro, quando houve uma "greve". Desde meados da década de 1950, os passos foram levados pelos carregadores que recebiam um jornal. Mas, em 1973, decidiram parar para reivindicar mais dinheiro. O protesto acabou por se resolver de modo contrário ao que inicialmente foi perseguido, já que os jovens continuaram a fazer o trabalho de forma gratuita e voluntária.
Na década de 1980, formou-se uma nova associação, a Confraria O Nazareno dos de Fóra, formada por confrades que residiam fora da cidade de Viveiro. Em 25 de fevereiro de 1988, Viveiro se viu recompensada pelo seu trabalho de vários séculos, ao declararem a sua Semana Santa como de Interesse Turístico Nacional. Com isto, multiplicaram-se os atos de promoção, sendo habituais as retransmissões televisivas. Ao mesmo tempo, também houve um crescimento no número de visitantes, bem como de confrades.
Na década de 1990, decidiu-se fundar a chamada «Junta de Confrarias», com o objetivo de coordenar a organização dos atos da Semana Santa, bem como promover outros atos culturais, como conferências, exposições, concertos e outras iniciativas.

### Século XXI

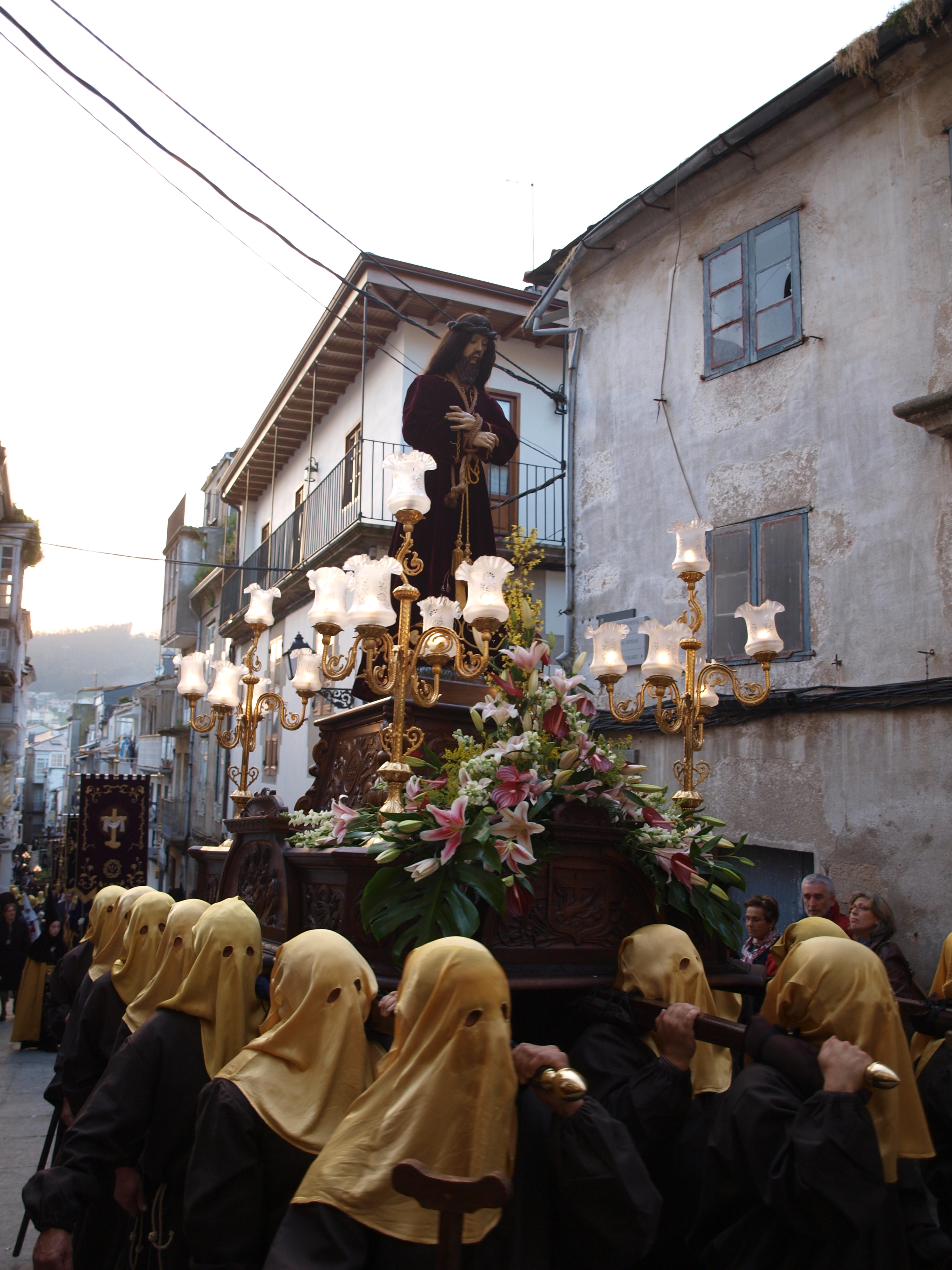
O passo do «Ecce-Homo dos Franceses», participando na procissão homônima.

A celebração da Semana Santa de 2002 foi um marco, já que a Irmandade das Sete Palavras decidiu que o passo com o grupo escultório do «Calvário» fosse levado pela primeira vez em ombros, por um total de cem carregadores, ainda que a primeira metade da procissão seguiria realizada sobre uma carroça, devido ao percorrido oficial estreito pela cidade velha de Viveiro.
Na terça-feira, 15 de abril de 2003, passou a história por ser o dia em que um passo foi levado por um grupo composto apenas por mulheres, por ocasião do 50º aniversário da Irmandade de Santa Cruz.
Em 2005, foi criada uma nova procissão, a Via Lucis ou Cristo Ressuscitado, que desfila na tarde do domingo de Páscoa. A última das Irmandades para se juntar à Semana Santa viveirense foi a Confraria da Misericórdia, criada em 2006, por um grupo de universitários, entre eles René Gómez, Ramiro Mel, Enrique Pernas e Rafael Melero. Logo eles alcançaram um forte apoio do segmento marítimo, especialmente dos marinheiros de Porto de Celeiro, que têm um grande relacionamento com a imagem titular da confraria, o Ecce-Homo da Misericórdia. Saiu pela primeira vez em procissão em 2007, na Procissão da Paixão da Sexta-feira Santa.
Em 2010, ele se juntou à irmandade da imagem da Virgem da Clemência, doada pelo padre Manuel Ares. Em 2011, a irmandade parou de participar da Procissão da Paixão para realizar sua própria procissão, a Procissão Penitencial da Redenção, na madrugada de Quinta-feira até Sexta-feira Santa.
Todo esse apoio e esforço popular na melhoria da Semana Santa em Viveiro recebe a ajuda das instituições civis, uma vez que em 2011, o município de Viveiro e a Diputação Provincial de Lugo decidem apoiar a gestão necessária para que a Semana Santa de Viveiro passe a ser considerada como uma celebração do Interesse Turístico Internacional. No ano de 2013, a Semana Santa de Viveiro recebeu a declaração internacional, tornando-se assim o primeiro festival da província de Lugo a obter essa menção.